# Sedimentatie

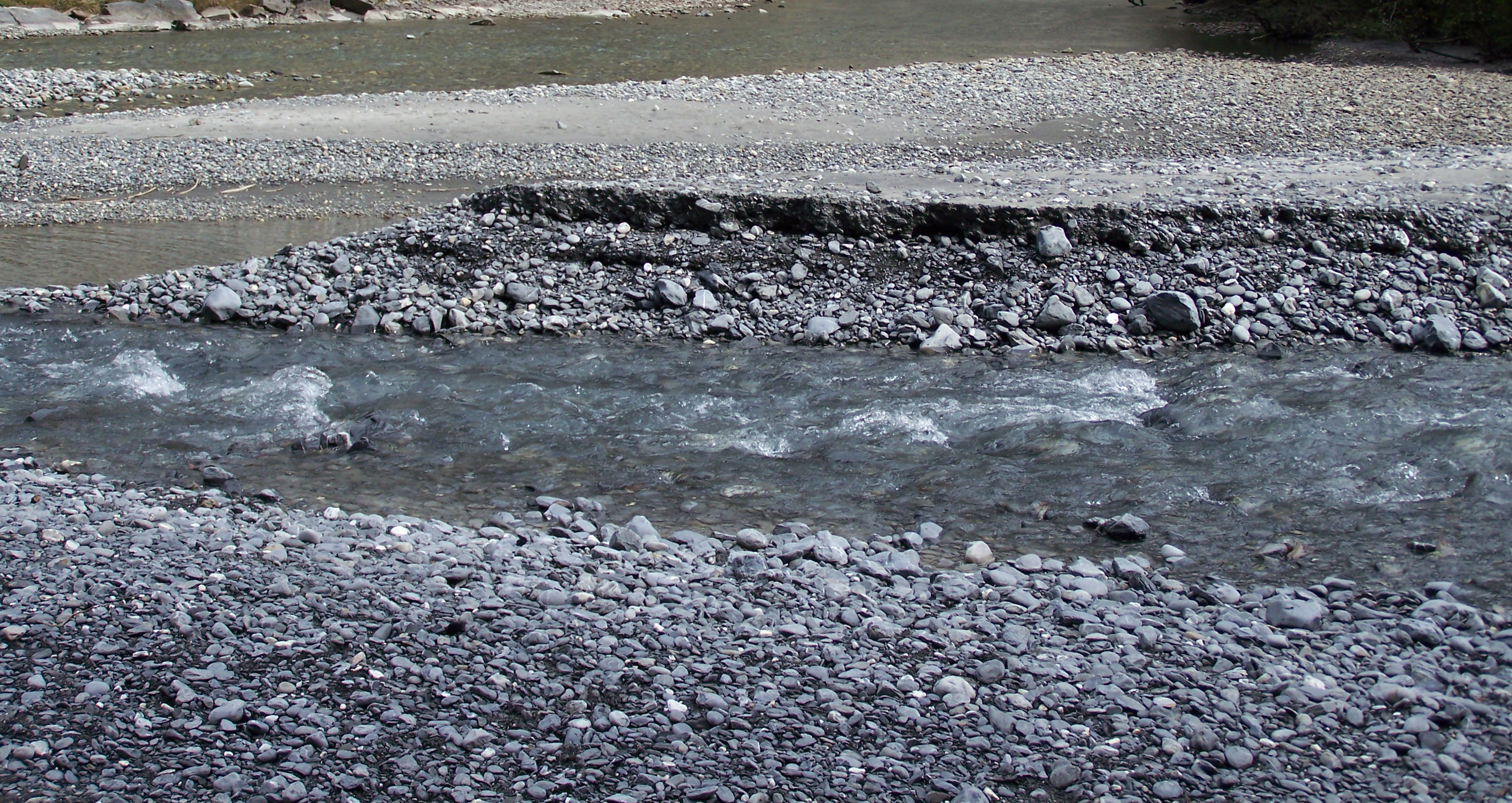
Een rivier snijdt zijn eigen, eerder afgezette, horizontaal gelaagde lagen grind in. De lagen demonstreren het principe van oorspronkelijke horizontaliteit.

Sedimentatie, afzetting of accumulatie is het bezinken en ophopen van sedimenten, waarbij sedimentair gesteente ontstaat.
In vlakke gebieden stromen rivieren trager. Het water wordt rustig en het meegenomen materiaal zakt naar de bodem. Ook wind en smeltend landijs leggen op een bepaald moment het meegenomen puin neer. Het zinken van verweringsmateriaal als de transportsnelheid van water, ijs of wind afneemt, heet sedimentatie. Meestal gebeurt dit door stromend water in zeeën of rivieren. Er zijn veel factoren die de sedimentatie bepalen:
- snelheid van de stroming
- korrelgrootte
- materiële vracht
- dalingsgraad
- lossingshoeveelheid
- wrijving
- onstuimigheid
- coagulerende dwarsdoorsnede

In de glaciale geomorfologie (bespreekt landschappen gecreëerd door gletsjers) onderscheidt men 5 accumulatievormen:
1. ongesorteerd sediment
2. grof materiaal
3. klei en slib
4. kalkhoudend materiaal
5. grote erratische blokken (zwerfkeien)

In een firnbekken is er sprake van accumulatie van sneeuw: dit is het accumulatiegebied. Daarnaast is er het ablatiegebied, de gletsjertong, waar het ijs afsmelt.

## Fluviatiele sedimentatie
In alle rivieren komen deze deeltjes voor. Hoe groter de stroomsnelheid hoe minder tijd ieder deeltje heeft om te bezinken, bij hogere snelheden wordt meer materiaal in suspensie meegesleurd. Bij de monding van de rivier vermindert de stroomsnelheid en worden deze deeltjes afgezet, hierdoor verzandt de onderloop van de rivier (bijvoorbeeld de Westerschelde) en wordt de scheepvaart bemoeilijkt. Het sediment kan door baggeren verwijderd worden, maar meestal is het slib vervuild, zodat het niet zomaar gestort kan worden.
Sediment verplaatst zich op verschillende manieren, zoals glijdend of rollend (over ander sediment of gesteente), zwevend door het water, of springend en stuiterend. Als de stroming in water of lucht een gelijkmatige beweging is zal de sedimentverplaatsing constant zijn. Als de stroming draait en kolkt ontstaan er ophopingen van sediment en sedimentloze plekken. Ribbels op het strand zijn hier een voorbeeld van.
Sedimentverplaatsing gebeurt overal; in buitendijks gebied onder invloed van het getij, in binnendijks gebied door (over)stromingen van rivieren. Anno 2008 wordt van Oost-Terschelling zand meegenomen door de stroming en dit komt er aan de westkant van Ameland weer aan. Na ongeveer tien jaar draait dit weer om en komt het sediment weer terug bij Terschelling. In de Waddenzee is door de sterke stroming ook goed te zien wat er gebeurt met het sediment: hele stukken vaarroutes verplaatsen zich door dit proces.   
Een vloeistof in beweging zoals water in een rivier kan deeltjes in suspensie opnemen. Wanneer het water stilstaat (aan de monding aan zee) of de snelheid van het water daalt kunnen deze deeltjes afgezet worden. De bezinkingssnelheid voor bolvormige deeltjes wordt gegeven door de wet van Stokes: 
{\displaystyle w_{s}={\frac {2(\rho _{s}-\rho _{v})gr^{2}}{9\mu }}},
waarin ws de bezinkingssnelheid voorstelt, ρ de massadichtheid (indices s en v wijzen op sediment en vloeistof), g de zwaartekrachtversnelling, r de straal van het deeltje en μ de dynamische viscositeit.
Verticale rivierwerking is het proces van erosie en sedimentatie.